# Уингер (город, Миннесота)
Уингер (англ. Winger) — город в округе Полк, штат Миннесота, США. На площади 0,9 км² (0,9 км² — суша, водоёмов нет), согласно переписи 2002 года, проживают 205 человек. Плотность населения составляет 226,4 чел./км².
- Телефонный код города — 218
- Почтовый индекс — 56592
- FIPS-код города — 27-70870[1]
- GNIS-идентификатор — 0654260[2]